# Escuela Australiana de Cine, Televisión y Radio
La Escuela Australiana de Cine Televisión y Radio (en inglés: Australian Film Television and Radio School) es la escuela de artes y de difusión nacional de Australia, tiene su sede en Sídney, en Nueva Gales del Sur, establecida en 1973. La escuela es una autoridad legal del gobierno de la Commonwealth de Australia. Es un miembro de la "Mesa Redonda de Australia para la formación con excelencia en Artes". El enfoque de la AFTRS es avanzar en el éxito de Australia en las industrias de radiodifusión mediante el desarrollo de las habilidades y conocimientos de las personas con talento en el área y llevar a cabo procesos de investigación.